# Улица Верико Анджапаридзе (Тбилиси)
Улица Верико Анджапаридзе (груз. ვერიკო ანჯაფარიძის ქუჩა) — улица в городе Тбилиси, столице Грузии. Проходит по территории района Вера от улицы Якоба Николадзе до улицы Варазисхеви. Популярный туристический маршрут.

## История
Проложена по территории деревни Вера, в то время ближайшей городской окраине. Название местности в переводе на русский означало «Гора раздумий» (груз. ფიქრის გორა).
Застраивалась с конца XIX века. В 1935 году свой дом возвёл здесь выдающийся деятель грузинской культуры Михаил Чиаурели (1894—1974).
В 1903 году улица была внесена в список, составленный Тифлисским городским управлением, под названием Первый переулок Душети. На плане города от 1934 года носит название Первый переулок Якова Николадзе. В 1938 году была переименована в улицу Александра Сумбаташвили-Южина. С 1992 года носит имя советской и грузинской актрисы театра и кино Верико Анджапаридзе.

## Достопримечательности
На улице находятся: театр «Верико», основанный Котэ Махарадзе, дом-музей Верико Анджапаридзе и Михаила Чиаурели (д. 16).

## Известные жители

Мемориальные доски жителям улицы на д. 16

д. 9 — Георгий Иоселиани, Нодар Кипшидзе
В д. 16 на улице жили Михаил Чиаурели, Верико Анджапаридзе, Котэ Махарадзе, родилась и выросла советская и грузинская актриса Софико Чиаурели.